# Temístio
Temístio (317, Paflagónia - ca. 387 CE) foi um filósofo da antiguidade tardia que, como poucos, seguiu somente a filosofia aristotélica e assim se contrapôs aos outros filósofos de sua época que tomavam o pensamento de Aristóteles como um apêndice do pensamento de Platão, e que ficaram conhecidos como neoplatônicos.

## Vida
Temístio nasceu na Paflagónia, e como filho de um filósofo tornou-se professor de filosofia, tendo ensinado a maior parte de sua vida em Constantinopla, onde viveu. Em sua breve estada em Roma, Temístio foi apontado, por Constantino II, como representante de Constantinopla no Senado em 355.

## Obra
Como filósofo dedicou-se mais aos estudos da ética, mas se tornou famoso por seus comentários, que chegaram até nós, da obra de Aristóteles. Esses comentários foram feitos em forma de paráfrase. Comentou, a saber, Da Alma (De Anima), Do Céu (De Caelo), e a Física.